# Christian Poirot

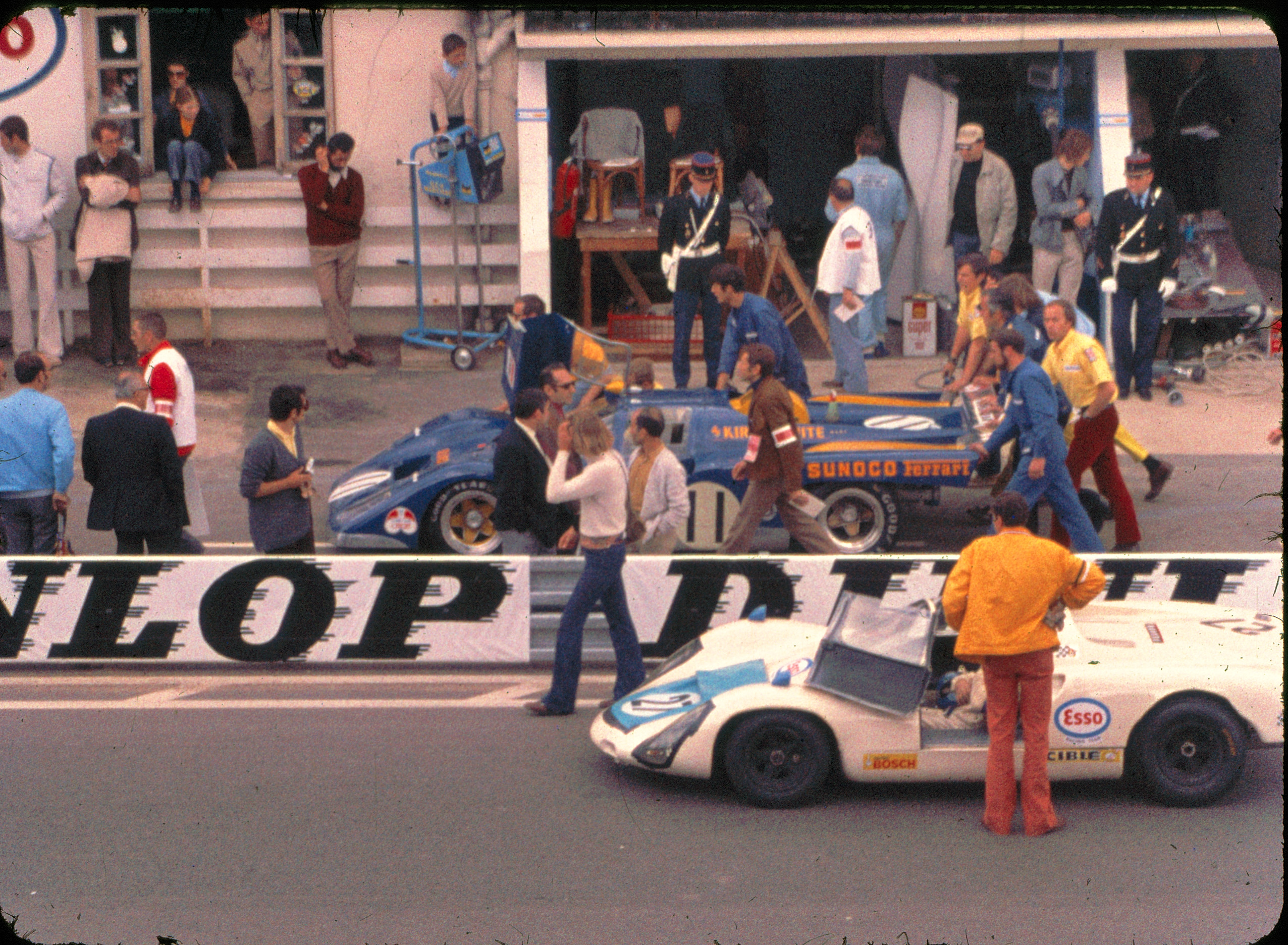
Der Porsche 910 (im Vordergrund) von Jean-Claude Andruet und Christian Poirot vor dem Start zum 24-Stunden-Rennen von Le Mans 1971

Christian Georges Auguste Poirot (* 14. Januar 1930 in Saint-Étienne-lès-Remiremont; † 6. September 1979 in Denpasar) war ein französischer Automobilrennfahrer und Rennstallbesitzer.

## Karriere
Christian Poirot begann in den frühen 1950er-Jahren mit dem Motorsport und war bis 1977 als Fahrer aktiv. Nach einigen Tourenwagenrennen in Frankreich war sein erster internationaler Auftritt 1955 bei der Mille Miglia, wo er mit einem Panhard Dyna durch technischen Defekt ausfiel. Ein Jahr später wurde er bei diesem klassischen italienischen Straßenrennen 171. in der Gesamtwertung und wenige Wochen später beim 12-Stunden-Rennen von Reims, Elfter im kleinen VP seines Landsmanns Just-Émile Vernet.
International bekannt wurde Poirot aber in den 1960er-Jahren, vor allem durch Erfolge, die er mit Fahrzeugen der Marke Porsche erzielte. 1964 wurde auf einem Porsche 904 GTS gemeinsam mit Claude Marbaque Fünfter bei der Tour de France für Automobile und Gesamtachter beim 24-Stunden-Rennen von Le Mans.
Seinen letzten Start in Le Mans hatte Poirot 1976, als er auf einem Porsche 911 Carrera RSR der Alméras-Brüder 23. in der Gesamtwertung wurde.
Er starb im September 1979.

## Statistik

### Le-Mans-Ergebnisse
| Jahr | Team             | Fahrzeug                | Teamkollege         | Teamkollege   | Teamkollege      | Platzierung            | Ausfallgrund    |
| ---- | ---------------- | ----------------------- | ------------------- | ------------- | ---------------- | ---------------------- | --------------- |
| 1965 | Christian Poirot | Porsche 904/4 GTS       | Rolf Stommelen      |               |                  | Ausfall                | Getriebeschaden |
| 1967 | Christian Poirot | Porsche 906 Carrera 6   | Gerhard Koch        |               |                  | Rang 8                 |                 |
| 1968 | Christian Poirot | Porsche 906 Carrera 6   | Pierre Maublanc     |               |                  | Ausfall                | Motorschaden    |
| 1969 | Christian Poirot | Porsche 910             | Pierre Maublanc     |               |                  | Rang 9 und Klassensieg |                 |
| 1970 | Christian Poirot | Porsche 910             | Ernst Kraus         |               |                  | Ausfall                | Motorschaden    |
| 1971 | Christian Poirot | Porsche 910             | Jean-Claude Andruet |               |                  | Ausfall                | Unfall          |
| 1972 | Christian Poirot | Porsche 908/2           | Philippe Farjon     |               |                  | nicht klassiert        |                 |
| 1974 | Christian Poirot | Porsche 908/2           | Jean Rondeau        |               |                  | Rang 19                |                 |
| 1975 | Christian Poirot | Porsche 908/2           | Jean-Claude Lagniez | Gérard Cuynet | Guillermo Ortega | Ausfall                | Antriebswelle   |
| 1976 | Alméras Fréres   | Porsche 911 Carrera RSR | Robert Boubet       |               |                  | Rang 23                |                 |

### Einzelergebnisse in der Sportwagen-Weltmeisterschaft
| Saison | Team             | Rennwagen    | 1   | 2   | 3   | 4   | 5   | 6   | 7   | 8   | 9   | 10  | 11  | 12  | 13  | 14  | 15  | 16  | 17  | 18  | 19  | 20  |
| ------ | ---------------- | ------------ | --- | --- | --- | --- | --- | --- | --- | --- | --- | --- | --- | --- | --- | --- | --- | --- | --- | --- | --- | --- |
| 1955   |                  | Panhard Dyna | BUA | SEB | MIM | LEM | RTT | TAR |     |     |     |     |     |     |     |     |     |     |     |     |     |     |
| 1955   |                  | Panhard Dyna | DNF |     |     |     |     |     |     |     |     |     |     |     |     |     |     |     |     |     |     |     |
| 1956   |                  | Panhard Dyna | BUA | SEB | MIM | NÜR | KRI |     |     |     |     |     |     |     |     |     |     |     |     |     |     |     |
| 1956   |                  | Panhard Dyna | 171 |     |     |     |     |     |     |     |     |     |     |     |     |     |     |     |     |     |     |     |
| 1957   |                  | Porsche 356  | BUA | SEB | MIM | NÜR | LEM | KRI | CAR |     |     |     |     |     |     |     |     |     |     |     |     |     |
| 1957   |                  | Porsche 356  | 84  |     |     |     |     |     |     |     |     |     |     |     |     |     |     |     |     |     |     |     |
| 1964   | Porsche France   | Porsche 904  | DAY | SEB | TAR | MON | SPA | CON | NÜR | ROS | LEM | REI | FRE | CCE | RTT | SIM | NÜR | MON | TDF | BRI | BRI | PAR |
| 1964   | Porsche France   | Porsche 904  |     |     |     |     |     |     |     |     |     |     |     |     |     | 5   |     |     |     |     |     |     |
| 1965   | Christian Poirot | Porsche 904  | DAY | SEB | BOL | MON | MON | RTT | TAR | SPA | NÜR | MUG | ROS | LEM | REI | BOZ | FRE | CCE | OVI | NÜR | BRI | BRI |
| 1965   | Christian Poirot | Porsche 904  |     |     |     |     |     |     |     |     | DNF |     |     |     |     |     |     |     |     |     |     |     |
| 1967   | Christian Poirot | Porsche 906  | DAY | SEB | MON | SPA | TAR | NÜR | LEM | HOK | MUG | BRH | CCE | ZEL | OVI | NÜR |     |     |     |     |     |     |
| 1967   | Christian Poirot | Porsche 906  |     |     |     | 8   |     |     |     |     |     |     |     |     |     |     |     |     |     |     |     |     |
| 1968   | Christian Poirot | Porsche 906  | DAY | SEB | BRH | MON | TAR | NÜR | SPA | WAT | ZEL | LEM |     |     |     |     |     |     |     |     |     |     |
| 1968   | Christian Poirot | Porsche 906  |     |     |     |     |     |     | DNF |     |     |     |     |     |     |     |     |     |     |     |     |     |
| 1969   | Christian Poirot | Porsche 910  | DAY | SEB | BRH | MON | TAR | SPA | NÜR | LEM | WAT | ZEL |     |     |     |     |     |     |     |     |     |     |
| 1969   | Christian Poirot | Porsche 910  |     |     |     |     | 9   |     |     |     |     |     |     |     |     |     |     |     |     |     |     |     |
| 1970   | Christian Poirot | Porsche 910  | DAY | SEB | BRH | MON | TAR | SPA | NÜR | LEM | WAT | ZEL |     |     |     |     |     |     |     |     |     |     |
| 1970   | Christian Poirot | Porsche 910  |     |     |     |     | DNF |     |     |     |     |     |     |     |     |     |     |     |     |     |     |     |
| 1971   | Christian Poirot | Porsche 910  | BUA | DAY | SEB | BRH | MON | SPA | TAR | NÜR | LEM | ZEL | WAT |     |     |     |     |     |     |     |     |     |
| 1971   | Christian Poirot | Porsche 910  |     |     |     |     |     | DNF |     |     |     |     |     |     |     |     |     |     |     |     |     |     |
| 1972   | Christian Poirot | Porsche 908  | BUA | DAY | SEB | BRH | MON | SPA | TAR | NÜR | LEM | ZEL | WAT |     |     |     |     |     |     |     |     |     |
| 1972   | Christian Poirot | Porsche 908  |     |     |     |     |     | DNF |     |     |     |     |     |     |     |     |     |     |     |     |     |     |
| 1974   | Christian Poirot | Porsche 908  | MON | SPA | NÜR | IMO | LEM | ZEL | WAT | LEC | BRH | KYA |     |     |     |     |     |     |     |     |     |     |
| 1974   | Christian Poirot | Porsche 908  |     | 19  |     |     |     |     |     |     |     |     |     |     |     |     |     |     |     |     |     |     |